# El Brillo De Mis Ojos
El Brillo de Mis Ojos é o terceiro álbum de estúdio do cantor cristão mexicano Jesús Adrián Romero, lançado em março de 2010. O disco foi indicado na categoria Melhor álbum cristão em língua espanhola e no Prêmio Arpa.

## Faixas
1. "El Brillo De Mis Ojos"
2. "Solo El Eco"
3. "Jesus" (Part. Marcos Vidal)
4. "Quizas"
5. "Escalera Con Las Nubes"
6. "Eres Mi Padre"
7. "Crece Mas Mi Amor Por Ti"
8. "Algo Mas"
9. "Cerca De Jesus"
10. "Sobre Tu Regazo"
11. "Leche Y Miel"
12. "Tu Bandera"